# Stephen Kalinich
Stephen John Kalinich (Endicott, 18 gennaio 1942) è un paroliere, poeta e pittore statunitense.
Noto soprattutto per essere stato paroliere dei Beach Boys tra gli anni ‘60 e ‘70, Kalinich è anche poeta e pittore.

## Biografia
Kalinich è nato a Endicott, New York. Si spostò in California a metà degli anni '60, trasferendosi dall'Harpur College della Syracuse University alla UCLA. Alla Syracuse University era amico del cantautore Felix Cavaliere.
Una buona parte dei lavori di Kalinich è incentrato sul tema della guerra. Le sue opere inoltre, sebbene considerate parte della cultura hippie, hanno spesso sottolineato come quel movimento, nato negli anni ‘60, avesse diversi punti critici e negativi.
Nel 1969, in collaborazione con Brian Wilson, ha registrato il suo unico album in studio A World of Peace Must Come, rimasto inedito fino al 2008.

## Lavoro con i Beach Boys
Tra gli anni ‘60 e ‘70 Kalinich ha co-scritto diverse canzoni per i Beach Boys e per i suoi membri solisti:

### Per i Beach Boys
- “California Feelin'” - registrata negli anni’70, ma pubblicata solamente nel 2002 nella raccolta dei Beach Boys Classics selected by Brian Wilson
- “Child of Winter (Christmas Song)” - pubblicata come singolo nel 1974
- “Little Bird” - pubblicato nell’album Friends
- “All I Want to Do” - pubblicato nell’album 20/20
- “A Time To Live In Dreams” - registrato per l’album 20/20 nel 1968, è stato pubblicato ufficialmente nella raccolta dei Beach Boys Hawthorne, CA.
- “Be Still” - pubblicata nell’album Friends.

### Per Dennis Wilson
- “Love Remember Me” - pubblicata nell’album solista di Dennis Wilson Pacific Ocean Blue
- “Rainbows” - pubblicata nell’album solista di Dennis Wilson Pacific Ocean Blue.

### Per Brian Wilson
- “A Friend Like You” - pubblicata nell’album solista di Brian Wilson Gettin’ In over My Head, cantata assieme a Paul McCartney

## Pittura e poesia
Nella sua carriera, Kalinich ha pubblicato più di 60 poesie che trattano vari temi tra i quali la morte, l’amicizia e la guerra.
Tra le sue poesia più famose:
- America, I Know You
- A World of Peace Must Come
- Be Still
- Bring in the Poets
- Candy Face Lane
- If You Knew
- You Are the Trigger

Stephen è anche un pittore, spesso vende i suoi dipinti online dopo averli pubblicizzati. Tra i suoi dipinti più rilevanti ci sono:
- Wisdoms of Light
- falling info bliss
- Green
- Celebrate The Day